# Fatehganj Purvi
Fatehganj Purvi es un pueblo y nagar Panchayat situado en el distrito de Bareilly en el estado de Uttar Pradesh (India). Su población es de 9480 habitantes (2011). 

## Demografía
Según el  censo de 2011 la población de Fatehganj Purvi era de 9480 habitantes, de los cuales 5056 eran hombres y 4424 eran mujeres. Fatehganj Purvi tiene una tasa media de alfabetización del 53,19%, inferior a la media estatal del 67,68%: la alfabetización masculina es del 60,01%, y la alfabetización femenina del 45,18%.